# Politikai ideológia
Politikai eszmék (ideológiák) célja az (érvényes vagy a mindenkori) az emberi társadalom működtetésének a megismerése, és ennek alapján, irányelveket állapít meg. Legtöbbször valamely társadalmi struktúrán belüli csoport (rend, osztály, réteg, politikai csoport) érdekét tükrözi, s egyben sajátos szemléletmódját, valamint a végső célját hirdeti.

## Társadalmi szerepe
A modern társadalmak sokszínű politikai tagozódása érdekviszonyok alapján történik, melynek létjogosultságát politikai ideológiákkal támasztják alá. A politika tevékeny szereplői politikai ideológia segítségével teszik elfogadhatóvá közéleti szerepüket és indokolják az érvényes társadalmi berendezkedés és közösség fenntartását, módosítását, átalakítását, illetve megdöntését. A politikai ideológia általában foglalkozik a társadalom közösségeinek és tagjaik gondjának, bajának, felemelkedésének a megoldásával, a társadalmi viszonyokkal, esetleg hirdeti a hívei elsődlegességét, vagy éppenséggel határozottan elutasíthat másokat vagy azok politikai ideológiáját.

## Ideológiai szempontból a főbb politikai áramlatok

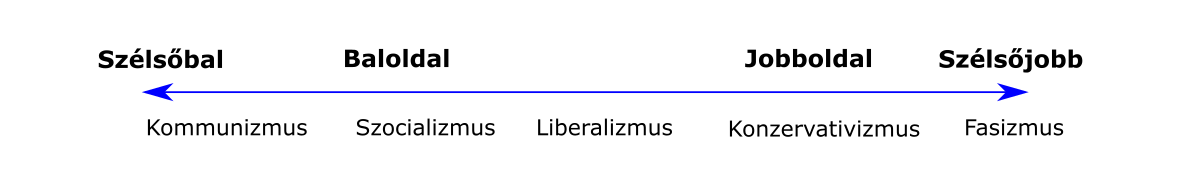
A fő politikai ideológiák spektruma

### Liberalizmus
Fontos képviselői, akiknek az elgondolásaiból a liberalizmus a 18. század vége óta kibontakozott: Thomas Hobbes, John Locke, Montesquieu, Adam Smith, Immanuel Kant, Jeremy Bentham, John Stuart Mill, Alexis de Tocqueville; majd a 20. században: Friedrich August von Hayek, John Rawls, James Buchanan és Robert Nozick.
A liberalizmus legfontosabb alapelvei az egyén önrendelkezési joga, az államtól való szabadság és a politikai hatalom korlátozása, valamint a gazdaság önszabályozása a személyes tulajdon alapján.
A modern liberális demokrácia alapvető elemei: a népszuverenitás, a hatalmi ágak szétválasztása, a választások, a képviselet elv, a vallásszabadság, a tolerancia; a demokrácia és jogállam uralma.
Az USA-ban a Jognyilatkozat és az amerikai függetlenségi nyilatkozat révén valósították meg először a liberális eszméket.
A a 19. század folyamán a lakosság egy jó részének elszegényedése az ipari forradalom nyomán nagy problémákkal sújtotta a liberalizmust, és a szociálliberalizmus áramlatának kialakulásához vezetett (John Stuart Mill stb). Majd kialakult a neoliberalizmus  (Walter Eucken, Ludwig Erhard), amely a gazdaság szabályozási keretét, valamint a jóléti állami beavatkozásokat kívánta meg, és kidolgozta a szociális piacgazdaság fogalmát.

### Konzervativizmus
A fő képviselői: Edmund Burke, Juan Donoso Cortés, Joseph de Maistre, Adam Heinrich Müller és Carl Schmitt . A konzervativizmus ideológiaként a francia forradalom ellensúlyozásaként fejlődött ki, és elsősorban a régi elitet támogatta, például a nemesség és a papság érdekeit.
A hagyományőrzést és a lassú társadalmi fejlődést preferálja a gyors változásokkal szemben. Egy állapot megőrzését vagy a múltbeli helyzethez való visszatérést szorgalmazza társadalmi, politikai, erkölcsi, kulturális, vallási területen. Ebben az értelemben ellenzi a progresszivizmust.

### Szocializmus
A marxizmus alapító atyáin, Karl Marx és Friedrich Engels, valamint a későbbi, különböző irányzatú képviselők mellett, mint Lenin, Trockij vagy Mao Ce-tung mellett más szocialista irányzatok és teoretikusok is léteztek. Itt kiemelendő Robert Owen, Henri de Saint-Simon, Charles Fourier, Pierre-Joseph Proudhon és Ferdinand Lassalle.
A korai (utópista) szocializmus a 18. század végétől kb. 1848-ig létezett. Központi elv az egyenlőség, a szabadság és a szolidaritás, valamint a megfelelő társadalmi körülmények.
Az úgynevezett tudományos szocializmust Karl Marxon keresztül a 19. században alapították a korábbi szocializmustól való elhatárolódásként. Az ipari társadalom munkamegosztása révén a munkás (a proletárosztály) elidegenedett a termékétől és munkája önkínzássá vált számára. Az általa megtermelt értéktöbbletet egy másik személy szerezte meg. Őket okolták a proletariátus növekvő kizsákmányolásáért, amin viszont lehet változtatni. Marx alapján a proletárforradalom után először a proletariátus diktatúrájának (szocializmusnak) kell kialakulnia, amelyben megszűnik a termelőeszközök magántulajdona. Ennek a diktatúrának végső soron egy osztály nélküli társadalomformához (kommunizmus) kell vezetnie.
Marx társa, Friedrich Engels továbbfejlesztette az eszméit. Lenin, Sztálin és Mao Ce-tung később erőteljesen hangsúlyozták a kommunista párt szerepét, és elméleteket írtak a szocializmus felépítéséről.
A kommunizmus egyes országokban forradalmi maradt. 
Nyugat-Európában a kezdetben forradalmi szocialisták egy része demokratikus, reformorientált szocializmusra váltott át (szociáldemokrácia).

## A politika ideológiák osztályozása

### A  változtatásra  való nyitottságuk szerint

#### Az átalakításokra való hajlandóság
- Konzervativizmus a kialakult társadalmi rendszer tisztelete a fennálló bajok ellenére, amely a gyökeres átalakítások (felforgatás) kockázatainak a megelőzése. A status quo fenntartását jelenti.
- Progresszivizmus fejlődéspárti a korral haladást támogatja.
  - Konzervatív liberalizmus a liberális elveket lassan akarja érvényesíteni.
  - Korporativizmus az egyes politikai érdekcsoportok (korporációk) a munkabért és a munkafeltételeket békés egyetértésben rendezik.
  - Reformkommunizmus folyamatos igény, hogy újítsanak a kommunista elméleten. Az egyik legjelentősebb ilyen reformkommunista áramlat az eurokommunizmus.
    - Eurokommunizmus a kommunizmus egyik reformista irányzata.
- Radikalizmus eszmerendszer, amely a fennálló társadalmi rendszer vagy annak valamelyik szegmensének gyökeres, következetes akár a szélsőségekig elmenő átalakításának az elve.
  - Leninizmus meghatározza a kommunizmushoz vezető forradalmi utat.
  - Trockizmus A kapitalizmus világméretű megdöntése nélkül nem lehetséges létrehozni a kommunista társadalmat.

#### Az egyesülésre való hajlandóság
- Konnacionalizmus a nacionalizmusok és a nemzetek összefogását szorgalmazza.
  - Pánszlávizmus konnacionalista mozgalomnak tekinthető.
    - Csehszlovákizmus közös csehszlovák nemzetállam megteremtése a célja ezért konnacionalista mozgalomnak tekinthető.
    - Illirizmus a szerb, a horvát és a szlovén nép politikai és kulturális egyesítésére, konnacionalista mozgalomnak tekinthető.

  - Hungarizmus konnacionalista nézeteket vallott.
  - Nemzetiszocializmus eszméje Európa németjeinek egyesítése.
  - Pántörök ideológia melynek célja a nagyrészt Oszmán birodalomban, Oroszországban, Kínában, Iránban és Afganisztánban élő török nyelvű népek politikai uniója volt.
- Imperializmus birodalomszervező képesség, a kapitalista fejlődés egy új szakasza
- Internacionalizmus
  - nemzetközi osztályegysége és szolidaritása a burzsoázia uralmának megdöntéséért;
  - a népek együttműködésének és barátságának, a nemzetek önkéntes egyesülésének védelmezése.
  - Luxemburgizmus az internacionalizmusra, a kommunizmus és a szociáldemokrácia nemzetközi összefogására helyezte a hangsúlyt.
- Szinkretizmus a vallástudományban, vagy a politikában az eltérő vagy ellentmondó nézetek összeegyeztetésére irányuló törekvés neve.
- Új Jobboldal az európai nemzetek megbékélését és összefogását hirdeti.

### A gondoskodási módjuk szerint

#### Baloldal
Baloldali ideológia a közösség szerepvállalását jelenti a kiszolgáltatottak boldogulásában, vagyis az újraelosztás a társadalmi szolidaritás fontossága.
- Anarchizmus célja a szociális igazságtalanságok kiküszöbölése az egyenlő lehetőségek megteremtésével.
- Kommunizmus az osztálynélküli társadalom olyan társadalom, ahol a megtermelt javakból mindenki szükségletei szerint részesedik.
- Keresztényszocializmus a kereszténység szociális tanításainak terjesztése és megvalósítása.
- Paternalizmus hogy nem kellett komolyan gondolkodni saját életünkről, jövőnkről, mert a gondoskodó állami intézményeink mindezt megteszik helyettünk. A „gazdag” államtól kell mindent kérni, hiszen ez a feladata és megvannak hozzá a lehetőségei.
- Szocializmus közös elemük az individualizmusnak, a magánérdek elsődlegességének elvetése, a kollektivizmus, a társadalmi egyenlőség, a szolidaritás előtérbe helyezése.
  - Szociáldemokrácia egyben a szocialista mozgalom egyik irányzata.

#### Jobboldal
Jobboldali ideológia az öngondoskodás szerepének megerősítése.
- Libertarianizmus az egyén minden tekintetben megelőzi az államot, vagy emberek bármilyen csoportját.
  - Jobboldali libertarianizmus a természeti erőforrások kihasználását tekintve is individualista.
  - Libertárius konzervativizmus gazdaságilag és a szabadságot tekintve libertarianizmus, inkább csak életmódjában konzervatív, azaz nem veti el a konzervatív kulturális értékeket.
  - Minarchizmus  a libertarianizmus olyan formája, amelyik a piaci anarchizmussal ellentétben nem akarja teljesen eltüntetni az államot az emberi szabadság maximalizálása érdekében.
  - Neolibertarianizmus a libertarianizmus és a neokonzervativizmus elemeinek elegyítése.
- Neokonzervativizmus a liberális és az újbaloldali mozgalmakkal szemben jelent meg.

#### Harmadik utas irányzatok
A harmadik utas ideológiák elvetik a bal-jobb megkülönböztetést, és egyéb, heterogén szempontok alapján helyezik el magukat a politikai térben.

#### Nemzetpolitika
- Nacionalizmus a nemzeti azonosság (nemzeti identitás) az emberi élet alapvető értéke.
- Nemzetiszocializmus a jellegzetesen német, hagyományos kulturális értékek védelme.
- Nemzeti anarchizmus az anarchizmus, a nacionalizmus, illetve a „nemzetiségi szeparatizmus” egyes elemeit egyesíti magában.
- Primordializmus érvrendszere szerint a nemzetek ősi, természetes képződmények.

#### Zöldpolitika
- Zöldpolitika a környezetvédelemnek, az ökológiának, a fenntartható gazdaságnak nagy fontosságot tulajdonító politikai irányzat.

### Társadalmi viszonyok szerint

#### Az állam és az egyén viszonya
- Anarchokommunizmus elutasított mindennemű állami szervet, és az állam „elhalása” helyett annak azonnali eltörlését, forradalmi harcot követeltek.
- Fasizmusra jellemző az etatizmus (az állam mindenek felett).
- Iszlamizmus az iszlám jog (saría) érvényesítésének szükségességét a társadalom minden szegmensében.
- Klasszikus liberalizmus az alkotmányosan korlátozott állam és az egyéni szabadságjogok hirdetője.
- Kemalizmus hat vezérelv, mely meghatározza a Török Köztársaság ideológiai irányvonalát.
- Liberalizmus az egyén szabadságát jelölik meg, mint a legfontosabb politikai célt.
  - Kulturális liberalizmus az egyéni jogokra összpontosít, a lelkiismeret és az életmód szabadságára, köztük olyanokra, mint a nemi szabadság, vallásszabadság, megismerés szabadsága, az államnak az egyén magánéletébe való behatolása elleni szabadság.
  - Neoliberalizmus nem is feltétlenül liberálisak például az egyéni jogok tekintetében.
  - Politikai liberalizmus a korábbi isteneredetű felfogással szemben szerinte a társadalom és a törvények kiindulópontja az egyén, akinek jogai a természetjogon alapulnak.
- Libertarianizmus az egyén minden tekintetben megelőzi az államot, vagy emberek bármilyen csoportját.
  - Libertárius paternalizmus az állam segíthet meghozni azokat a döntéseket, amelyeket az egyén maga meghozna, ha meglennének hozzá a képességei.
  - Libertárius progresszivizmus a progresszivizmus azaz szociálliberalizmus összehangolása, a piaci alapú libertarianizmussal. Az államnak néha közbe kell lépnie, hogy az emberek a fejlődésnek ne áldozatai, hanem haszonélvezői legyenek.
  - Minarchizmus  a libertarianizmus olyan formája, amelyik a piaci anarchizmussal ellentétben nem akarja teljesen eltüntetni az államot az emberi szabadság maximalizálása érdekében.
  - Paleolibertarianizmus elutasítják az állami beavatkozást az egyén élet- és szabadságjogaiba.
- Piaci anarchizmus összeegyezteti az állam eltüntetésének igényét a szabad piaccal, az állami monopóliumokat versenyszellemű magánintézményekkel helyettesíti a rendőri védelem, igazságszolgáltatás és egyéb védelem területén.
- Royalizmus a fennálló rendszerrel szemben a királyság államformájának támogatása, illetve a létező királyságban annak támogatása.
- Tradicionalizmus szerint a hagyomány és a vallás irányítja a társadalmat (A zöld könyv).

##### A tulajdonviszonyok
- Anarcho-szindikalisták a bérrendszer és a termelőeszközök magántulajdonának eltörléséért küzdenek.
- Baloldali libertarianizmus a természeti erőforrások elosztását tekintve egalitárius elv, miszerint senki sem igényelhet magántulajdont ezek felett mások hátrányára.
- Gazdasági liberalizmus alapja a magántulajdon és a magánszerződések. Előnyben részesíti ugyan a kormányzati beavatkozástól mentes szabadpiacot, de bizonyos közjavak esetén meghagyja az állam szerepét.
- Geolibertarianizmus minden föld közös tulajdon, amihez mindenkinek egyenlő joga van, ezért annak használatáért az egyéneknek adót kell fizetniük a közösség javára.
- Kapitalizmus a termelési tényezők többségében magántulajdonúak.
- Libertárius szocializmus Az egyenlőséget úgy érik el, hogy megszüntetik a magántulajdonhoz való jogot, a termelési módot a munkásosztály és a társadalom, mint egész ellenőrzi.
- Marxizmus–leninizmus célja a kapitalista társadalom erőszakos megdöntése.
- Mutualizmus (politika) baloldali, szabadpiaci, libertariánus, anarchista elmélet.
- Populizmus egy antielitista politikai ideológia, legfőbb nézete szerint a népet egy, kizárólag a saját érdekeit szemei előtt tartó (szűk) hatalmi elit elnyomásban tartja, megfosztja a hatalomba való beleszólástól, ennél fogva a populisták elsőszámú célja a gazdasági, politikai és egyéb (köz)intézmények „visszahódítása” az „elittől” a „népnek”.
- Paleolibertarianizmus elutasítják az állami beavatkozást az egyén tulajdonjogaiba.

#### A hatalom megosztása
- Autoritarizmus a kormányzás egy személy, csoport, vagy az állam tekintélyén alapul.
  - Despotizmus az isteni jelleggel felruházott uralkodó akaratán és hatalmán alapul a kormányzati rendszer.
  - Diktatúra az állami főhatalom (a kormányzati hatalom) forrása nem a népakarat.
- Fasizmus jellemző a vezérelv.
- Demokratikus centralizmus az érintett tagság legszélesebb körének véleményét tükrözzék, egyúttal azok végrehajtásában a szervezet tagjai egységesen vegyenek részt.
  - Marxizmus–leninizmus a kulcsszerepet a proletárdiktatúra élcsapata, a kommunista párt viszi.
  - Tanácskommunizmus a tanácskommunizmus hívei szerint az államhatalom gyakorlásának módja a munkástanácsok rendszere, nem a kommunista párt által vezetett proletárdiktatúra.
- Demokratikus liberalizmus a polgárokat folyamatosan bevonni a politikai döntésekbe.
- Paleolibertarianizmus politikailag decentralizált, hívei általában nem tagjai semmilyen politikai pártnak, a civil szervezeteket támogatják.

### Összeütközésessége szerint

#### Fölérendeltség
- Lingvicizmus a nyelvi alapon elkülönülő közösségek közötti egyenlőtlen hatalommegosztást segíti elő, illetve reprodukálja.
- Hungarizmus antiszemita nézeteket.
- Kommunizmus osztályharc az osztály nélküli társadalomért és az egyházüldözés. 
  - Maoizmus az osztályharc folytatása a kommunista hatalomátvétel után is, a munkásság helyett a fő hangsúlyt a parasztságra helyezi.
  - Marxizmus–leninizmus a kapitalista társadalom erőszakos megdöntése és a proletárdiktatúra kialakítása.
  - Leninizmus  a bolsevizmus dominanciája.
  - Sztálinizmus az osztályharc folytatódásának elve a kommunista hatalomátvétel után.
- Nemzetiszocializmus a zsidóság elleni fajgyűlölet és a nemzet fogalmának előtérbe helyezése.
- Rasszizmus olyan gondolkodásmódot jelent, amely az emberek külsejében megfigyelhető eltéréseket kiemeli, ezekhez morális, társadalmi vagy politikai különbségeket rendel hozzá, és az így létrehozott csoportok között – feltételezett tulajdonságaik vagy értékeik alapján – hierarchiát állít fel.
- Sovinizmus alatt általában a hazafiság fanatikus megnyilvánulását értik, a haza vagy nemzet elvakult imádatát, kritika nélküli csodálatát tükröző, annak felsőbbrendűségét hirdető nézeteket.

#### Elutasító álláspont
- Anticionizmust gyakran jellemzik úgy, mint Izrael, mint zsidó állam fennállását ellenző nézetet.
- Antifasizmus a fasizmus elutasítása.
- Antikommunizmus a kommunizmus elveit helyteleníti, és rendszerüket elveti.
- Dzsucse egészében arkikus politikai eszme, elutasítja a kereskedelmi kapcsolatot a külvilággal, a saját erőforrásaira támaszkodik.
- Falange fasiszták mozgalma Spanyolországban A falangizmus eredetileg hasonlított az olasz fasizmushoz.
- Fasizmus a polgári demokrácia tagadása.
- Internacionalizmus küzdelem a sovinizmus ellen, a nacionalista elzárkózás, szűklátókörűség, elkülönülés ellen.
- Irredentizmus egy, vagy több más ország fennhatósága alatt álló terület(ek) akár erőszakos annexióját hirdeti egy másik országhoz.
- Neokonzervativizmus a világot kétfelé osztotta, a jót képviselő nyugati típusú liberális demokráciákra, s a gonosz tengelyét alkotó, közvetlen fenyegetést jelentő legrosszabbakra. Nem tettek különbséget a fasiszta és a kommunista totalitarizmus között.
- Nemzetiszocializmus a demokrácia korlátozása, ennek következményeként a nem együttműködő politikai pártok, szakszervezetek, és sajtótermékek megszüntetése.
- Paleolibertarianizmus Elutasít mindenfajta intervenciót a külpolitikában.  Elutasítják  más libertáriusok harcát az olyan ún. pozitív jogokért, mint a melegjogok vagy az abortusz joga.